# Goldene Bürgermedaille der Stadt Fürth
Die Goldene Bürgermedaille ist nach der Ehrenbürgerwürde die höchste Auszeichnung der Stadt Fürth. 

## Verleihkriterien
Die Medaille kann nur 18 Träger haben. Sie wird nach der Auszeichnungssatzung der Stadt an Persönlichkeiten verliehen, die „allgemeines Ansehen genießen oder sich durch hervorragende Leistungen auf wirtschaftlichem, kulturellem oder karitativem Gebiet oder des öffentlichen Lebens um das Ansehen und um das allgemeine Wohl der Stadt Fürth besondere Verdienste erworben haben.“

## Verleihungen (Auswahl)
- 1954: Gustav und Grete Schickedanz
- 1958: Max Grundig
- 1975: Henry Kissinger
- 1977: Ludwig Erhard[2]
- 2003: Gert Rohrseitz[3]
- 2007: Volker Heißmann, Martin Rassau[4]
- 2010: Evi Kurz[5]
- 2017: Carl Friedrich Eckart[6]
- 2022: Isabel Fürsattel, Philipp Streng, Michael Peter, Jochen Schreier, Thomas Sommer[1][7]
- 2025: Christian Schmidt